# Coma, el amor te despierta
Coma, el amor te despierta fue una serie de televisión de drama, romance y fantasía argentina emitida por el Canal Acequia. La serie cuenta una versión adulta de la clásica historia de La bella durmiente, donde Aurora se despierta tras estar 25 años en coma y deberá enfrentarse con los rotundos cambios de su vida familiar, social y amorosa. Estuvo protagoniza por Mariano Torre, Luz Cipriota, Guadalupe Docampo, Claudio Rissi, Pepe Monje, Jorgelina Vera, Lucas Crespi y Mónica Gonzaga. Fue estrenada el lunes 1 de septiembre de 2014.

## Sinopsis
En el pueblo de Grimlohr, Felipe (Ulises Podestá) de 5 años, se encuentra escondiendo un bolso de dinero que robó, sin embargo, llega a un lugar oportuno donde está en presencia de un auto que arde en llamas y allí adentro está atrapada una bebé llamada Aurora. En ese momento, Felipe decide salvarla y posteriormente se dirige hacia el hospital más cercano, donde Aurora ingresa en un estado de coma profundo del cual aparentemente nunca más podrá salir.
Luego de 25 años, Aurora (Luz Cipriota), logra despertarse de su estado de coma y se reencuentra con Felipe (Mariano Torre), quién ahora tiene 30 años y para ella significa su príncipe azul, por lo cual, comienzan una historia de amor y juntos tendrán que enfrentarse a todas las dificultades que conlleva esta nueva etapa para ellos y que para Aurora representan todo un proceso de adaptación desde cero.

## Elenco

### Principal
- Mariano Torre como Felipe
- Luz Cipriota como Aurora
- Guadalupe Docampo como Blanca
- Claudio Rissi como Froilán
- Pepe Monje como Pedro "Cuervo" Barrios
- Jorgelina Vera como Wendy
- Lucas Crespi como Topolino Pérez
- Mónica Gonzaga como Gerda

### Secundario
- Beatriz Dellacasa como Matilde
- José Luis Alfonzo como Leopoldo
- Gervasio Usaj como Sicario

### Participaciones
- María Laura Cali como Gretel
- Federico Marrale como Hansel
- Ulises Podestá como Felipe (Niño)
- Hernán Glatsman como Papá de Felipe
- María Cecilia Rapacini como Alicia
- Marcelo Zygier como Marcial
- Ezequiel Frezzotti como Doctor de Felipe

## Episodios
| N.º | Título                     | Dirigido por    | Escrito por  | Fecha de emisión original |
| --- | -------------------------- | --------------- | ------------ | ------------------------- |
| 1   | «Desalmados»               | Mariano Ardanaz | Pablo Arosio | 1 de septiembre de 2014   |
| 2   | «La llave»                 | Mariano Ardanaz | Pablo Arosio | 8 de septiembre de 2014   |
| 3   | «Dicha y tristeza»         | Mariano Ardanaz | Pablo Arosio | 15 de septiembre de 2014  |
| 4   | «La luz azul»              | Mariano Ardanaz | Pablo Arosio | 22 de septiembre de 2014  |
| 5   | «La novia clara y oscura»  | Mariano Ardanaz | Pablo Arosio | 29 de septiembre de 2014  |
| 6   | «Blanca, la lista»         | Mariano Ardanaz | Pablo Arosio | 6 de octubre de 2014      |
| 7   | «La anciana mendigante»    | Mariano Ardanaz | Pablo Arosio | 13 de octubre de 2014     |
| 8   | «El gato con botas»        | Mariano Ardanaz | Pablo Arosio | 20 de octubre de 2014     |
| 9   | «La hilandera perezosa»    | Mariano Ardanaz | Pablo Arosio | 27 de octubre de 2014     |
| 10  | «Pulgarcito»               | Mariano Ardanaz | Pablo Arosio | 3 de noviembre de 2014    |
| 11  | «Cenicienta»               | Mariano Ardanaz | Pablo Arosio | 10 de noviembre de 2014   |
| 12  | «El tamborilero»           | Mariano Ardanaz | Pablo Arosio | 17 de noviembre de 2014   |
| 13  | «Nieve blanca y rosa roja» | Mariano Ardanaz | Pablo Arosio | 24 de noviembre de 2014   |

## Desarrollo

### Producción
En 2013, Coma, el amor te despierta recibió luz verde para su producción cuando se convirtió en el proyecto audiovisual ganador del concurso Prime Time de Fomento TDA, que fue organizado por el Ministerio de Planificación Federal, Inversión Pública y Servicios en conjunto con el Consejo Interuniversitario Nacional (CIN).

### Rodaje
El rodaje de la serie inició en la primera semana de octubre del año 2013 y finalizó el 27 de noviembre del mismo año. La serie fue filmada íntegramente en Campanópolis, una aldea construida con elementos de demolición en un diseño netamente medieval ubicada en la localidad de González Catán en la provincia de Buenos Aires.

## Emisión internacional
| País / Región | Canal     | Estreno            | Título                     | Ref.  |
| ------------- | --------- | ------------------ | -------------------------- | ----- |
| Colombia      | Canal Uno | 3 de junio de 2017 | Coma, el amor te despierta | [ 8 ] |